# Lystrophis dorbignyi
A jararaca-da-praia (Lystrophis dorbignyi) é uma espécie sul-amerciana de serpente da família dos colubrídeos. Tais répteis possuem coloração parda e focinho arrebitado.